# Пітицит
Пітици́т (рос. питтицит; англ. pitticite; нім. Pitticit m) — мінерал, водний арсенато-фосфато-сульфат заліза.

## Загальний опис
Хімічна формула:
1. За Лазаренком Є. К.: Fe203+[(OH)24 (AsO4, PO4, SO4)13]·9H2O.
2. За «Fleischer's Glossary» (2004): Fe([AsO4], [SO4])x•nH2O. Склад у % (з родов. Шварцвальд, ФРН): Fe2O3 — 48,86; As2O5 — 20,72; P2O5 — 8,69; SO3 — 7,08; H2O — 11,31; нерозчинний залишок — 3,80.

Аморфний. Утворює коломорфні виділення, кірки та сталактити. Ниркоподібний і суцільний. Густина 2,5. Твердість 2-3. Колір бурий до білого. Злам раковистий. У шліфі червоно-бурий. Продукт зміни арсенопіриту. Можлива суміш мінералів.
Знахідки: Гарц (ФРН), Фалун (Швеція).
Від грецьк. «піттізо» — набувати вигляду смоли (J.F.L.Hausmann, 1813).
Син. — накип арсеново-залізний, накип рудниковий, руда залізна горюча, накип залізний гороховий, ретиналофан, сидерит.

## Інше значення
Мінерал ґлокерит — сидерогель з адсорбованою H2SO4. Спостерігається у сталактитах, кірках і землистих аґреґатах. Густина низька, змінна. Злам раковистий. Крихкий. Блиск смолистий або матовий. Колір бурий до жовто-вохристого і смоляно-чорний. Непрозорий. Утворюється внаслідок окиснення сульфідів заліза (F.S.Beudant, 1824).